# متحف تدمر
يتكون متحف تدمر من طابقين ويحتوي الكثير من المعروضات والكنوز الأثرية الهامة التي اكتشفت في مملكة تدمر بالإضافة لاحتواءه على حديقة خارجية للمتحف تتوزع بها القطع الأثرية والمنحوتات التدمرية، وفي داخل المتحف وقد تم افتتاحه عام 1961
تم تصنيف المتحف من الدرجة الأولى بحسب المديرية العامة للآثار والمتاحف في سورية

## المبنى

### الطابق الأول
يضم الطابق الأول من المتحف منحوتات تدمرية مميزة وتماثيل ولوحات فسيفساء رائعة الجمال وأقسام للمصوغات الذهبية والحلي، الأدوات الفخارية، الأواني الزجاجية التدمرية، نقوش ومعروضات جصية.
حيث نجد:
- لوحة توضح تطور اللغة الآرامية مكونة من 22 حرفاًتكتب وتقرأ من اليمين إلى اليساروقد استعملت بين القرن السادس قبل الميلاد والقرن السابع الميلادي[2]

- لوحة قاعدة تأسيس معبد بل تعود إلى عام 32م[2]
- مذابح لتقديم النذورلإله النبع وفي قمة كل منها تجويف يوضع فيه البخور ودم الأضحيات وقد نقش عليها:«إلى الذي تبارك اسمه إلى الأبد، الطيب الرحمن الرحيم، إله النبع، قدّمه من أجل الشكر..».[2]

- وعلى أحد الجدران توجد كتابة تعد الأقدم بلغة أهل تدمر تقول الكتابة:

«في شهر تشرين من عام 219 (أي 44م) أقام كهنة بل هذا التمثال لجذيماي أي (جذيمة بن نبوزيد) من قبيلة بني كهنبو».

- كما يوجد قاعدة تمثال نقش عليها باليونانية"قدمته نقابة الدبّاغين وصانعي القِرَب في تدمر إلى صاحب السمو سبتيموس حيران ابن صاحب السمو الملك أذينة ."

- تمثال ربة النصر المجنحة تحمل إكليل غار[2]

- لوحة لكاهن تتم ولادته من صدفة من أحد الحمامات[2]
- تمثال الإله ملكبل إله الفصول والمواسم [2]
- نسور ترمز للرب بعلشمين [2]
- تماثيل ل شيوخ وفرسان وكهنة  بالحجم الطبيعي يرتدون عباءة حول الكتف وتحتها ثوب طويلأ وملابس مطرزة . [2]
- لوحة سفينة مع ربانها تنقل البضائع من مينائي  ميسان ودورا أوروبوس إلى تدمر[2]
- لوحة ضابط وجنوده يقومون بحماية القوافل التجارية[2]
- أواني فخارية من معبد بعلشمين[2]
- مذبح للربة اللات  إلهة الحرب والسلم [2]
- لوحة فيها أرباب تدمريون هم إله الشمس ،بل كبير الآلهة ،إله القمر،فينوس[2]

### الطابق الثاني
يضم الطابق الثاني نموذج للبيت الريفي، ونماذج للحياة في البادية التدمرية، قسم للصناعات الشعبية، متفرقات من التقاليد الشعبية ووسائل النقل والحياة في البادية ومجمسمات مختلفة، ويضم الطابق الثاني قسم للمومياءات معروضة في صناديق زجاجية خاصة، إضافة للعديد من المعروضات والقطع الأثرية.
يوجد في تدمر متحف آخر هو متحف التقاليد الشعبية التدمرية وهو يقع في خان أثري تاريخي يعود للعصر العثماني، خصص للتراث والتقاليد الشعبية في تدمر.